# مانويل ألفاريز (منافس ألعاب قوى)
مانويل ألفاريز (بالإسبانية: Manuel Álvarez)‏ هو منافس ألعاب قوى مكسيكي، (و. 1910 – 1991 م).

## وصلات خارجية
- مانويل ألفاريز على موقع أوليمبيديا (الإنجليزية)